# Johannes Hahn
Johannes Hahn, (Viena, 2 de diciembre de 1957) es un político austríaco del ámbito nacional y europeo. Ha sido ministro en diferentes gobiernos de su país y desde 2009 ha ocupado diferentes carteras como comisario europeo. Es miembro del Partido Popular Austríaco (ÖVP) y actual Comisario europeo de Presupuesto y Administración.

## Biografía
Estudió en la Universidad de Viena donde consiguió doctorarse en Filosofía en 1987. Dos años después, empezó a trabajar en diversas empresas austriacas. Abandonó estos puestos para ejercer funciones de director administrativo del Partido Popular Austriaco de Viena. Cesó en estas funciones en 1997 al ser nombrado miembro del consejo de administración de Novomatic AG, del cual fue posteriormente presidente. Abandonó esas funciones en 2003. 

## Trayectoria política

### Al interior de su partido y en el gobierno regional de Viena
Hahn presidió la sección de Viena de las Juventudes del Partido Popular Austríaco (ÖVP) de 1980 a 1985. Fue director administrativo del ÖVP en Viena entre 1992 y 1997 y se convirtió en concejal del ayuntamiento de Viena desde 1996. Fue portavoz del partido en los asuntos relacionados con la salud.
En 2002, fue elegido en vicepresidente del ÖVP vienés. Dos años después, ocupó la presidencia interina en 2004 y después fue elegido para el puesto en un congreso celebrado el 24 de junio de 2005.
Ocupó un asiento en el gobierno regional de Viena como ministro sin cartera del 26 de noviembre de 2003 al 11 de enero de 2007.

### Gobierno de Austria

#### Ministro de Ciencia e Investigación

##### Gobierno Gusenbauer
Entonces fue nombrado ministro de Ciencia e Investigación en el gobierno de coalición dirigido por Alfred Gusenbauer. Bajo el mando de Hahn, el parlamento aprobó el 4 de julio de 2007 una ley sobre la remuneración igualitaria de los titulados en las altas escuelas especializadas y de aquellos universitarios en el estatus general de la función pública, asimilando así a todos los titulados en el sector público. Además, se creó el rango de «profesor extraprofesional» como categoría autónoma en la ley federal de las altas escuelas y consiguió un aumento del presupuesto de estas escuelas.
En 2007, el ministerio lanzó un nuevo programa de mensaje bajo el nombre de «Sparkling Science» cuyo objetivo era conseguir interesar a los adolescentes lo antes posibles en la ciencia y la investigación. En los proyectos del programa, los adolescentes conocían a los científicos de renombre para ocuparse junto de los campos de investigación activos. En los más de 100 proyectos menores y mayores, escolares y universitarios y científicos desarrollaron conceptos de investigación. Hasta 2009, 13 000 escolares han disfrutado del programa en el cual el ministerio ha invertido más de 8 millones de euros. Además, realizó dos enmiendas a la ley relativa a las beca]s que fijaba un montante de veinte millones de euros de gastos adicionales en un año en becas. Con un presupuesto total de 199,5 millones de euros, se aprobaron 49 500 bolsas para el curso 2008-2009. Desde 2000, los gastos dedicados a becas han pasado de 105 millones de euros a cerca de 200 millones. 
Con las «medidas de visibilidad» del ministerio de Ciencias e Investigación en 2008, deseaba hacer visibles al gran público el gran número de mujeres en la ciencia y en la investigación. Las medidas comprendían formación para los medios y que estos hicieran hincapié en las actividades científicas realizadas por mujeres. Además, inició varios programas para la promoción de mujeres y así conseguir progresos ulteriores en las comisiones de nominación o Berufungskommissionen. Para realizar estos objetivos relativos a la promoción de las mujeres, nombró en octubre de 2009 a dos científicas en puestos de dirección: Sabine Ladstätter en el Instituto Arqueológico Austriaco (ÖAI) y a Irene Forstner-Müller a la cabeza de la oficina auxiliar de este instituto en El Cairo.
En octubre de 2008, tras dos años de construcción, Hahn inauguró el nuevo centro de biotecnología de la Universidad de Ciencias Agronómicas de Viena (BoKu), el Vienna Institute of BioTechnology (VIBT). De esta manera, la BoKu dispuso de 24 000 m² para su trabajo a nivel internacional en la investigación universitaria y privada, el desarrollo y la formación. Hahn consideraba el VIBT como un espacio esencial para la ciudad como polo de investigación.
Desde hace treinta años, los astrónomos austriacos han intentado conseguir apoyos de la clase política austriaca para adherirse al Observatorio Europeo del Sur, fracasando en la mayoría de las ocasiones debido a la incomprensión de los político sobre la investigación básica. En julio de 2008, Hahn consiguió la adhesión de Austria como decimocuarto miembro. Hahn estimó que la decisión era la más importante de la política de investigación en los últimos veinte años, no solo para los astrónomos, sino que también los físicos, los matemáticos, los informáticos y las empresas de alta tecnología iban a beneficiarse de ellos. Un cuarto de los gastos de adhesión fueron cubiertos por la cesión de alta tecnología, del software y del savoir faire.
Con la elección anual del mejor libro científico del año, Hahn y los libreros austriaco lanzaron una iniciativa en otoño para mejorar la imagen y, por consecuencia, la comunicación de los logros y éxitos científicos. En 2008, creó un «Premio a la Excelencia» («Award of Excellence») destinado a las mejores investigaciones del país, para homenajear el trabajo de los jóvenes científicos y hacerlos más conocidos al gran público. Tras una pausa de varios años, Hahn relanzó la «Larga noche de la Ciencia» en 2008 para trasmitir al público más entusiasmo e información sobre la investigación y dar una plataforma de los científicos.

##### Gobierno Faymann

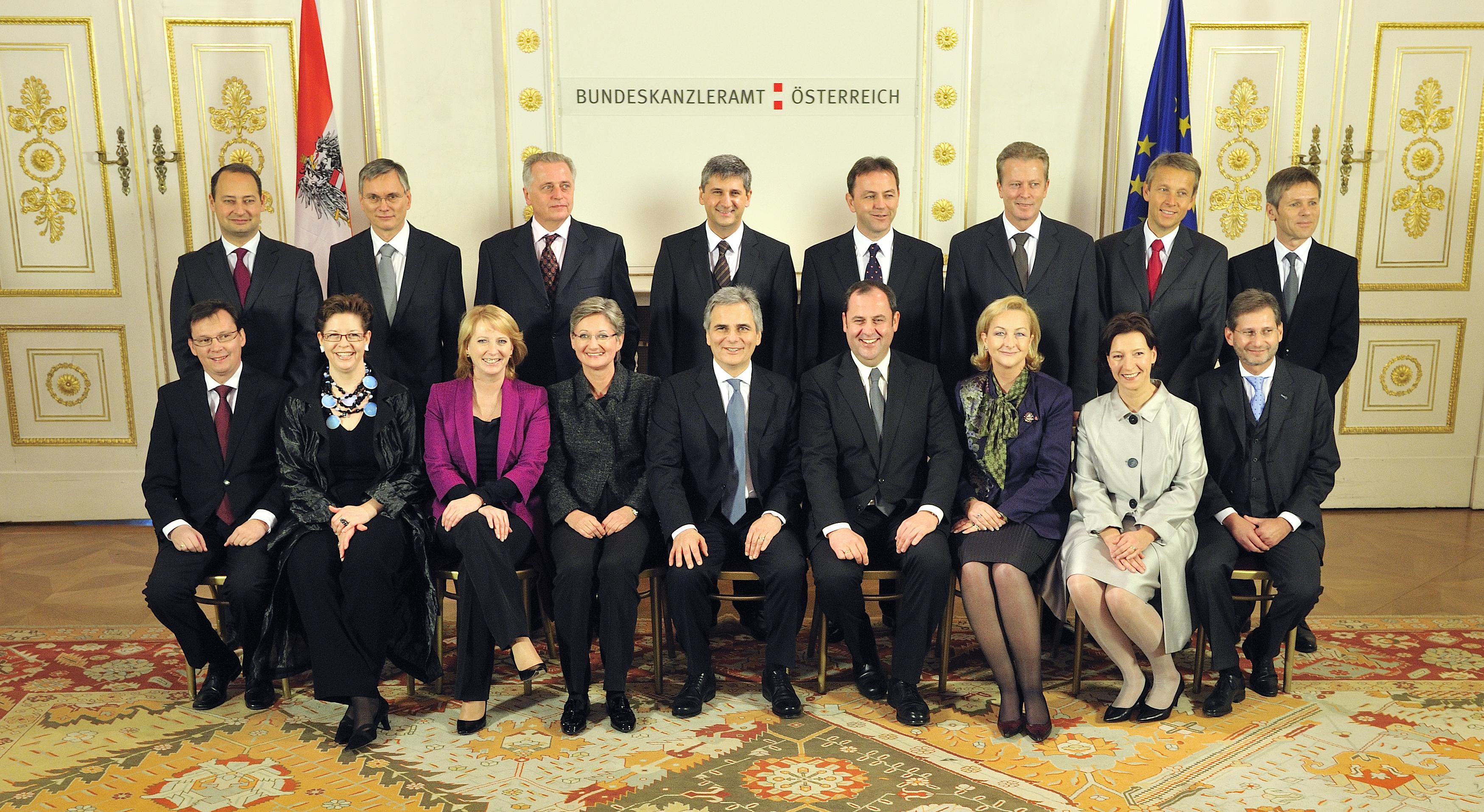
Gobierno Faymann.

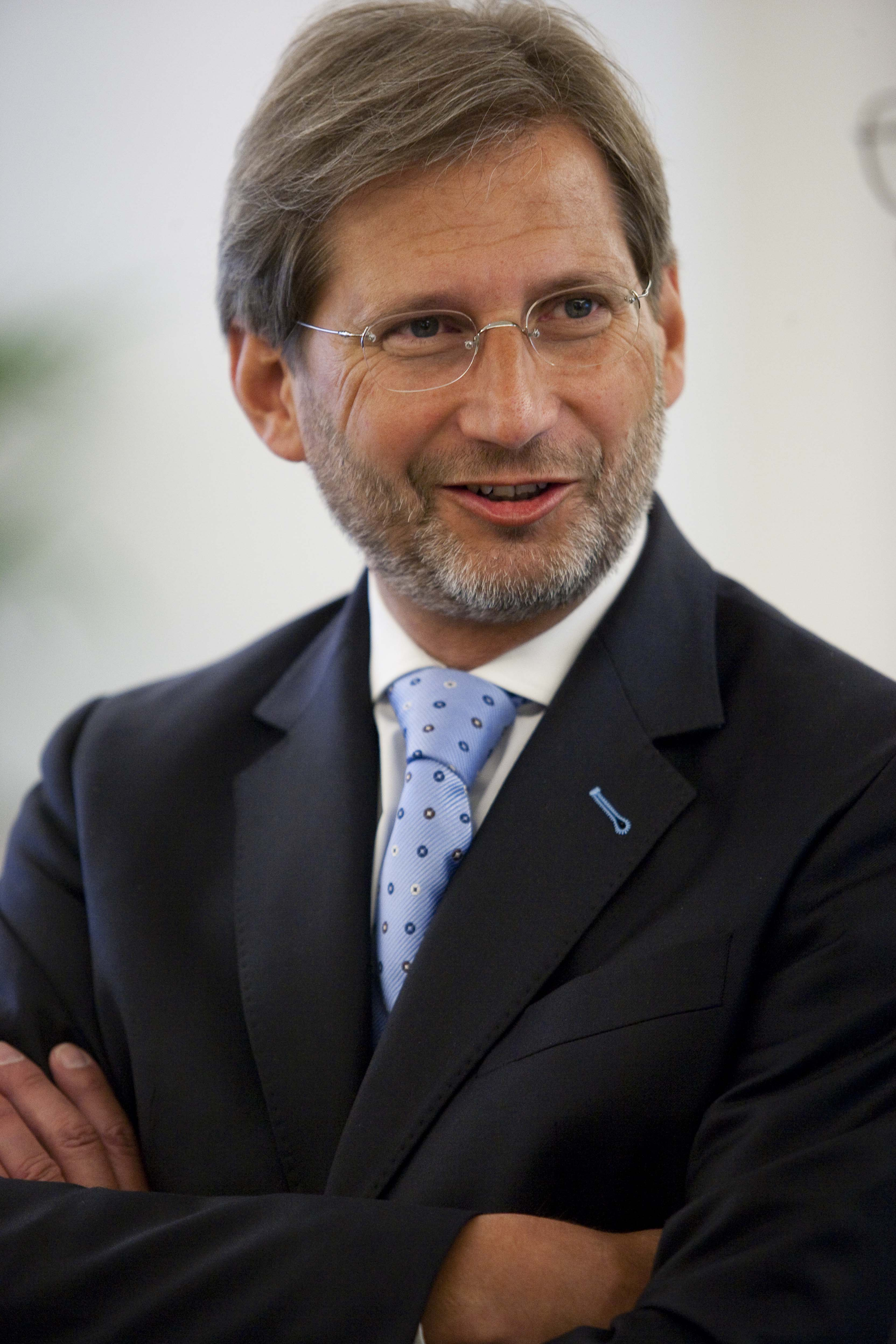
Hahn en 2009.

Hahn fue revalidado como Ministro de Ciencia e Investigación el 2 de diciembre de 2008 en el gobierno de Werner Faymann. El 2009 marcó el inicio de la tercera fase del GEN-AU, el programa austriaco de investigación sobre el genoma que estaba subvencionado por el ministerio con 100 millones de euros hasta 2012. Los 58 proyectos de las dos primeras fases produjeron alrededor de 350 publicaciones científicas y alrededor de 30 patentes. Entre los científicos que participaron se encuentran nombres como Giulio Superti-Furga, Josef Penninger o Rudolf Zechner. En el marco de tercera fase, el acento se puso en los acercamientos biológicos sistemáticos. Según él, GEN-AU se estableció como motor de la competitividad de la investigación avanzada austriaca (Spitzenforschung).
En el sector del clima, reivindicó, a costa de las ciencias aplicadas y de la investigación económica, más medios independientes y, por consecuencia, perdurables para la ciencia básica y la ciencia de adaptación.
Tras las negociaciones en el Parlamento sobre el presupuesto científico en 2009-2010, anunció en mayo de 2009 su intención de poner punto final a la afiliación a la Organización Europea para la Investigación Nuclear a partir de 2010 por razones económicas. El pago anual de 16 millones de euros a la CERN representaba el 70% de los fondos destinados a la investigación, fondos que, según Hahn, podría utilizarse mejor en otros proyectos de cooperación científica para mejorar la excelencia nacional y la competitividad internacional, en otros campos como las ciencias sociales, las ciencias humanas, la biología, la medicina, la ciencia de los materiales, la física y la astronomía. Este anuncio supuso fuertes críticas por parte de científicos nacionales o internacionales entre los cuales se encontraban premios Nobel e inquietó también a la CERN debido a sus consecuencias potenciales. Según la comunidad científica austriaca, esta medida suponía, a medio y largo plazo, una amenaza a la ciencia básica en la física de partículas. El proyecto de terapia contra el cáncer «MedAustron» situado en la ciudad de Wiener Neustadt se vería comprometido por esta salida. El 28 de mayo de 2009, el canciller Werner Faymann puso fin al debate pronunciándose en contra de la salida de la CERN.
Austria mantiene relaciones científicas intensas con China, considerado uno de los países más ambiciosos en el campo de la investigación. Durante su visita en septiembre de 2009, Hahn señaló la importancia de la asociación científica. Con 26 asociaciones científicas, Austria es el país europeo mejor interconectado con una de las mejores universidades chinas, la Universidad Fudan en Shanghái, solo superado por los Estados Unidos y Japón.
Tras apoyar la investigación de los museos, Hahn presentó en otoño de 2009 el programa de ayuda «forMuse», con dos millones de euros de dotación. De los ochenta y dos proyectos presentados en total, se realizaron once en una primera fase. la prioridad fue para los proyectos de los grandes museos, como la colección antropológica del museo de historia natural, el análisis de los daños por el cobre en los manuscritos de la biblioteca nacional o la expropiación de coches por el régimen nazi en el museo técnico de Viena. En una segunda fase, se realizaron más pequeños proyectos.
Hahn propuso una ley sobre la financiación de la ciencia y la investigación para determinar el presupuesto científico del Estado federal hasta 2020. En consecuencia, los gastos públicos para la investigación y el desarrollo pasaron de 2500 de euros a 5000 millones hasta 2020. De esta forma, se pretendía aumentar la confianza en la investigación y en el desarrollo para asegurar a Austria un lugar en el campo de la investigación. Hahn exigió un esfuerzo común de parte de todos los ministerios y destacó la importancia de la política de enseñanza como una condición previa para crear un campo de investigación competitivo.

### Comisión Europea

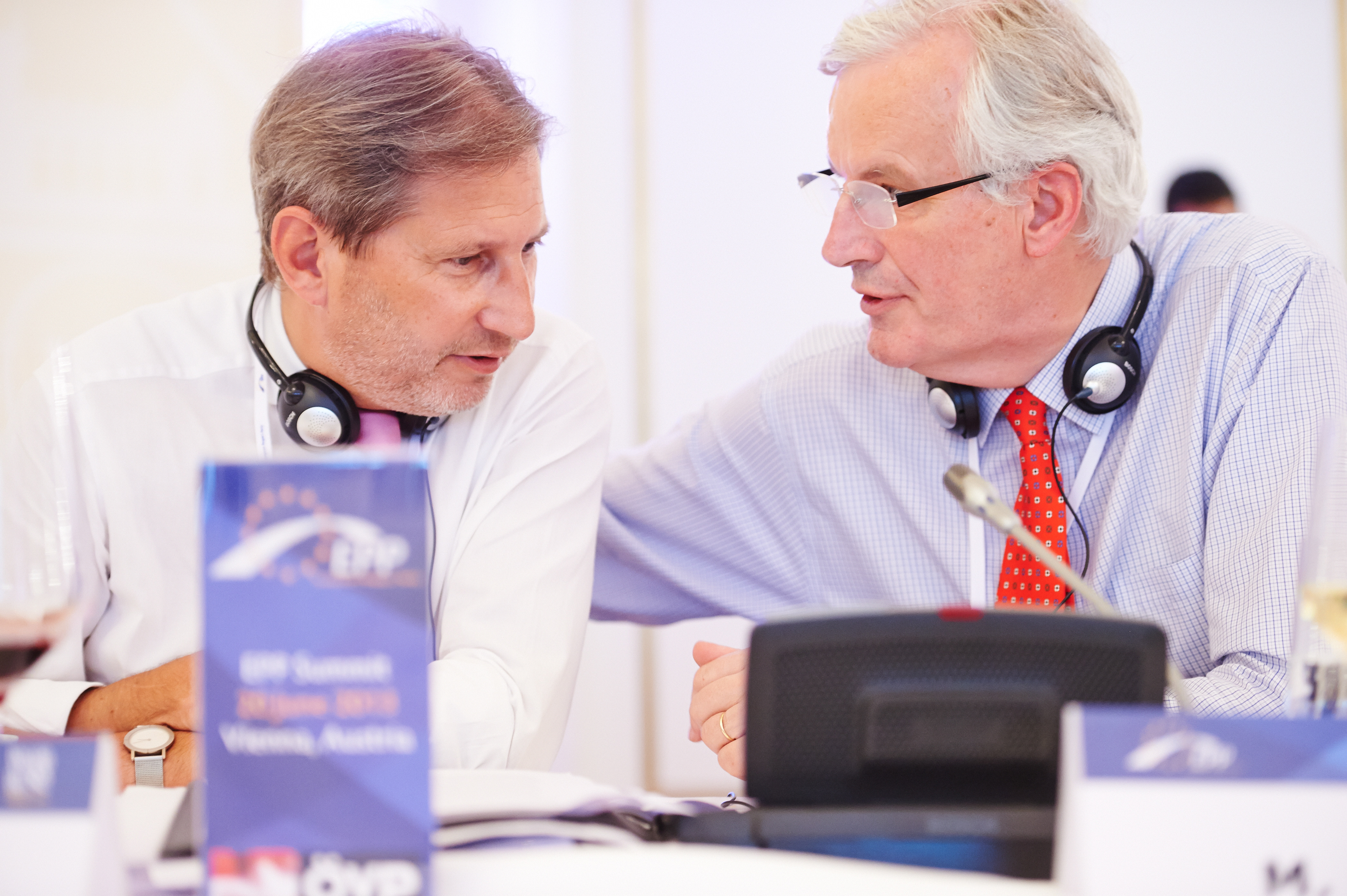
Hahn y Michel Barnier en 2013.

#### Comisión Barroso II
El 27 de octubre de 2009, sucedió a Benita Ferrero-Waldner como comisario europeo austriaco. Este nombramiento fue confirmado por la comisión central del parlamento austriaco el 5 de noviembre. José Manuel Durão Barroso anunció que iba a ocupar la cartera de Política Regional el 27 de noviembre. El 9 de febrero siguiente, fue investido y prestó juramento el día siguiente.

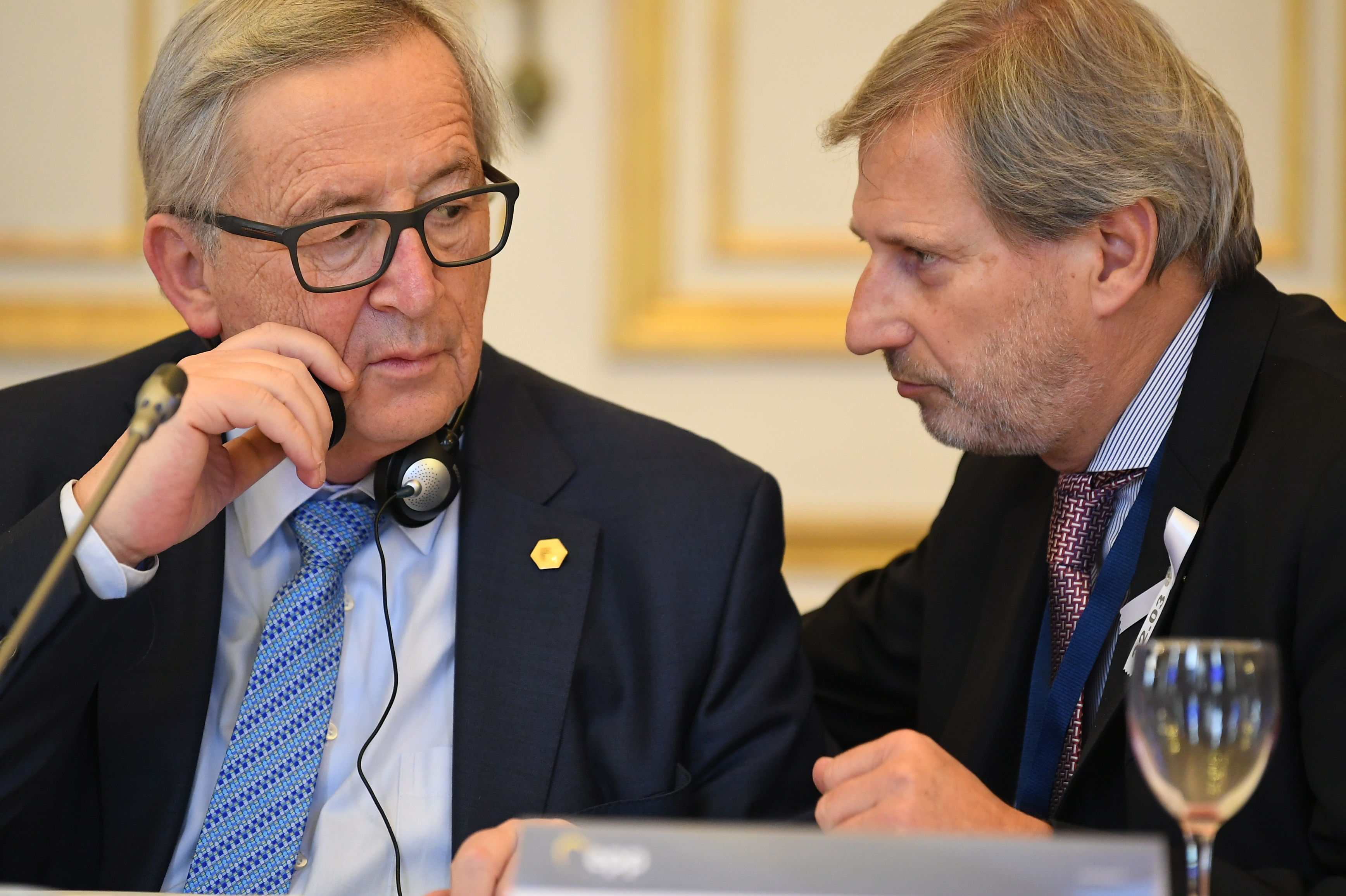
Hahn y Jean-Claude Juncker en 2018.

#### Comisión Juncker
En 2014, cuando Jean-Claude Juncker llegó a la presidencia de la Coimisión Europea, la cartera de Ampliación y Política de Vecindad y pasó a serlo de Política de Vecindad y Negociaciones de Ampliación, bajo la dirección de Hahn. La inversión fue la certificación de un cambio de actitud y una declaración de preferencias.
Bosnia y Herzegovina presentó su solicitud de adhesión a la Unión Europea en 2016. En febrero de 2018 la Comisión Europea realizó medidas diplomáticas para acelerar los pasos que llevarían a seis países de los Balcanes Occidentales a formar parte de la UE. Como comisario europeo de política regional, Hahn sostuvo que esta posibilidad de ingreso se llevaría a cabo a cambio de reformas en el ámbito de derechos fundamentales, de resolver conflictos de fronteras y de organizar cambios económicos.

#### Comisión Von der Leyen
Como comisario europeo de Presupuestos, Hahn fue el máximo responsable del departamento de la Comisión Europea que elaboró la veintena de proyectos legislativos para poner en marcha el fondo de recuperación económica y el marco financiero plurianual (MFP) de la Unión Europea (Ue) para el periodo 2021-2027. Los 750 millardos de euros del fondo para paliar los daños económicos de la pandemia de enfermedad por coronavirus de 2020 y los 1,1 billones de euros del nuevo MFP pasaron a ser negociaciados entre los 27 Estados de la Unión.
Según Hahn, la UE no pediría más contribuciones a los Estados miembros para cubrir este endeudamiento. En su lugar, propuso crear varios impuestos con los que cubrir los pagos durante las próximas tres décadas, vinculados a las prioridades digital y ecológica de la Unión.